# 下夹河乡
下夹河乡，是中华人民共和国辽宁省抚顺市新宾满族自治县下辖的一个乡镇级行政单位。

## 行政区划
下夹河乡下辖以下地区：
支家村、平河村、双河村、岗东村、河南村、下夹河村、松树村和双台子村。